# 雑役
雑役（ぞうやく/ざつえき）とは、平安時代中期以後に導入された租税体系のこと。
律令制の租税である租が変質したと考えられる官物・年貢に対して、雑徭など人身別賦課を引く雑公事・夫役・臨時雑役などを指して称した。なお、庸・調の後身に関しては官物説と雑役説の両方がある。
なお、予め国司などに申請して雑役の免除を受ける公田・荘園もあった。これを雑役免という。
当初は有力な公民に対する賦課として行われる形式を採っていたが、11世紀中期の官物率法の成立を機に次第に土地に対する賦課へと変質していった。